# Fedeleșoiu (okręg Vâlcea)
Fedeleșoiu – wieś w Rumunii, w okręgu Vâlcea, w gminie Dăești. W 2011 roku liczyła 984 mieszkańców.